# Ane Riel
Ane Riel (Aarhus, 25 september 1971) is een Deens schrijfster van misdaadromans.

## Biografie
Ane Brahm Lauritsen werd in 1971 in Aarhus geboren als dochter van een advocaat en Mette Bram Lauritzen, een schrijfster en illustrator van kinderboeken. Ze studeerde in 1990 af aan het Marselisborg Gymnasium om vervolgens geschiedenis te studeren aan de Universiteit van Aarhus maar stopte vroegtijdig. In 1996 verhuisde ze naar Kopenhagen met de ambitie de opleiding illustrator te volgen aan de Kunstakademiets Designskole maar slaagde niet in haar toelatingsexamen.
Riel’s eerste boek was een schoolboek over kunst dat ze in 1995 samen met een medestudente aan de universiteit publiceerde. Ze publiceerde nog enkele schoolboeken en een aantal kinderboeken met illustraties van haar moeder.
Riel debuteerde in 2013 met de misdaadroman Slagteren fra Liseleje die werd bekroond met Det Danske Kriminalakademis debutantpris. Haar tweede misdaadroman Harpiks uit 2015 werd bekroond met de Harald Mogensen-prisen en de Glazen Sleutel en genomineerd voor de DR Romanprisen.

### Privaat leven
Ane Riel is gehuwd met jazzdrummer Alex Riel en het paar verhuisde in 2006 naar Liseleje in Nordsjælland.